# Церква святих жінок-мироносиць
Церква святих Жінок Мироносець (Болехів) - чинний храм  Православної Церкви України  в місті Болехів Івано-Франківської області.

## Історія
Церква була збудована на місці старої дерев’яної церкви Жінок Мироносиць, Никодима і Йосифа Ариматейського (споруджена ще на початку ХVІІ століття, реставрована у  ХVІІІ і в  ХІХ століттях).
о. Іван Озаркевич, який приїхав до Болехова 1884 році займався спорудою нового храму, того, що стоїть сьогодні. У 1909 р. новозбудована церква була посвячена митрополитом Андреєм ШептицькимУ місті була читальна «Просвіти», український сирітський захист, кооператива, «Народний Дім». 
Власністю парохії на 1932 рік були: поле – 15 га 39 а, сіножать – 13 га 66 а, парцеля будівельна і сад – 64 а.  Вказані церкви й нерухоме майно до 1939 року на підставі Конкордату Польщі з Ватиканом (1925) належали греко-католицькій громаді Болехова на праві власності.  Навесні 2009 року на честь святкування столітнього ювілею храму, церква Святих Дружин Мироносиць отримала статус собору

## Опис
Церква Святих Дружин Мироносиць побудована трикупольною, один з куполів має великі розміри, а два інших - трохи менше і абсолютно однакові між собою. Церковні вікна зроблені витягнутої арочної формою, що надає їм витонченість. Праворуч від центрального входу до церкви стоїть досить велика каплиця, побудована в такому ж стилі, що і храм. Зовні церква має сірий окрас, що характерно для кам`яних будівель, а її центральний вхід прикрашають три картини-ікони. Куполи на церкві також мають незвичайне забарвлення: верхня частина кожного з куполів пофарбована в блакитний колір, а нижня - золота. 

## Галерея

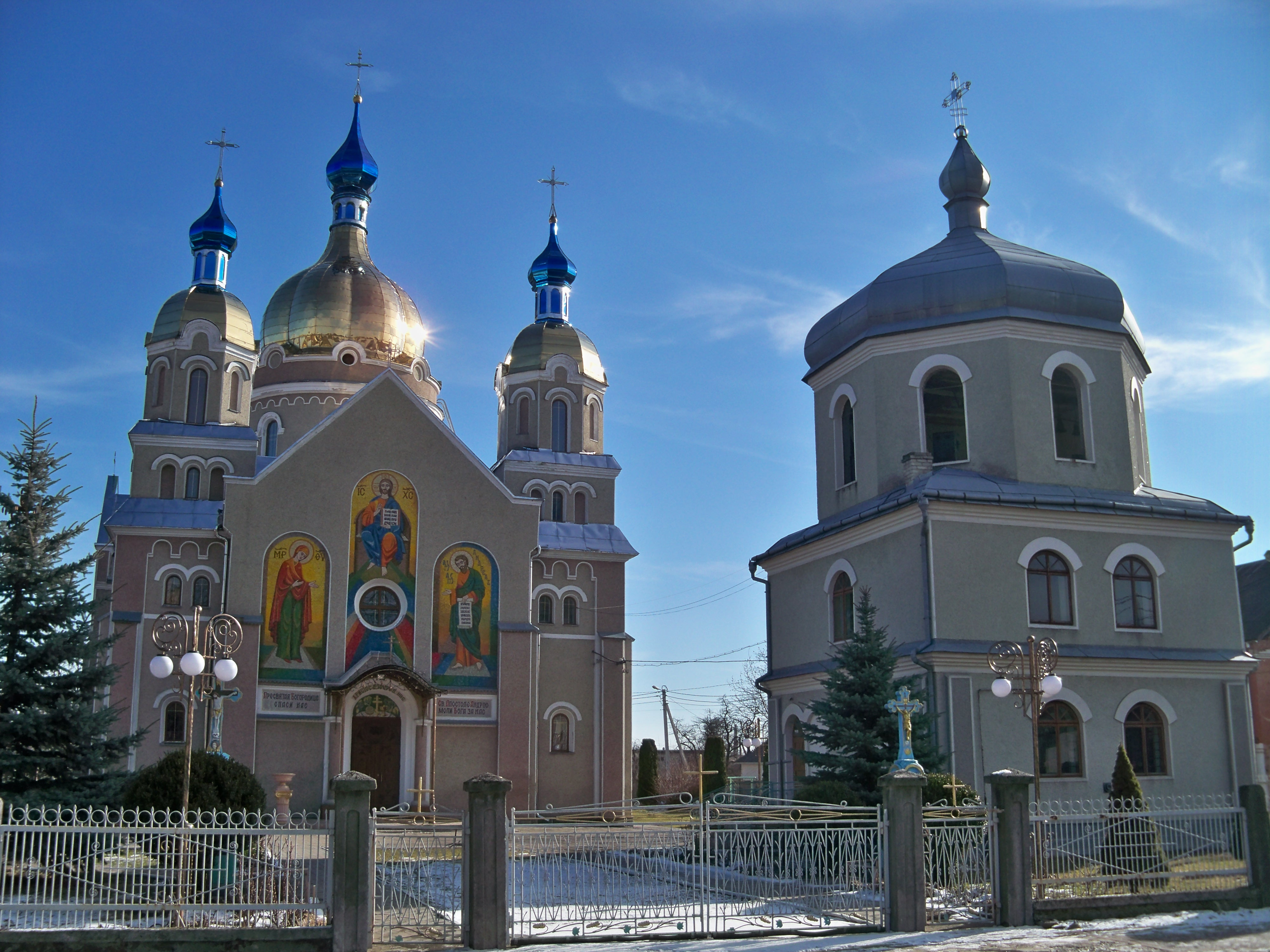
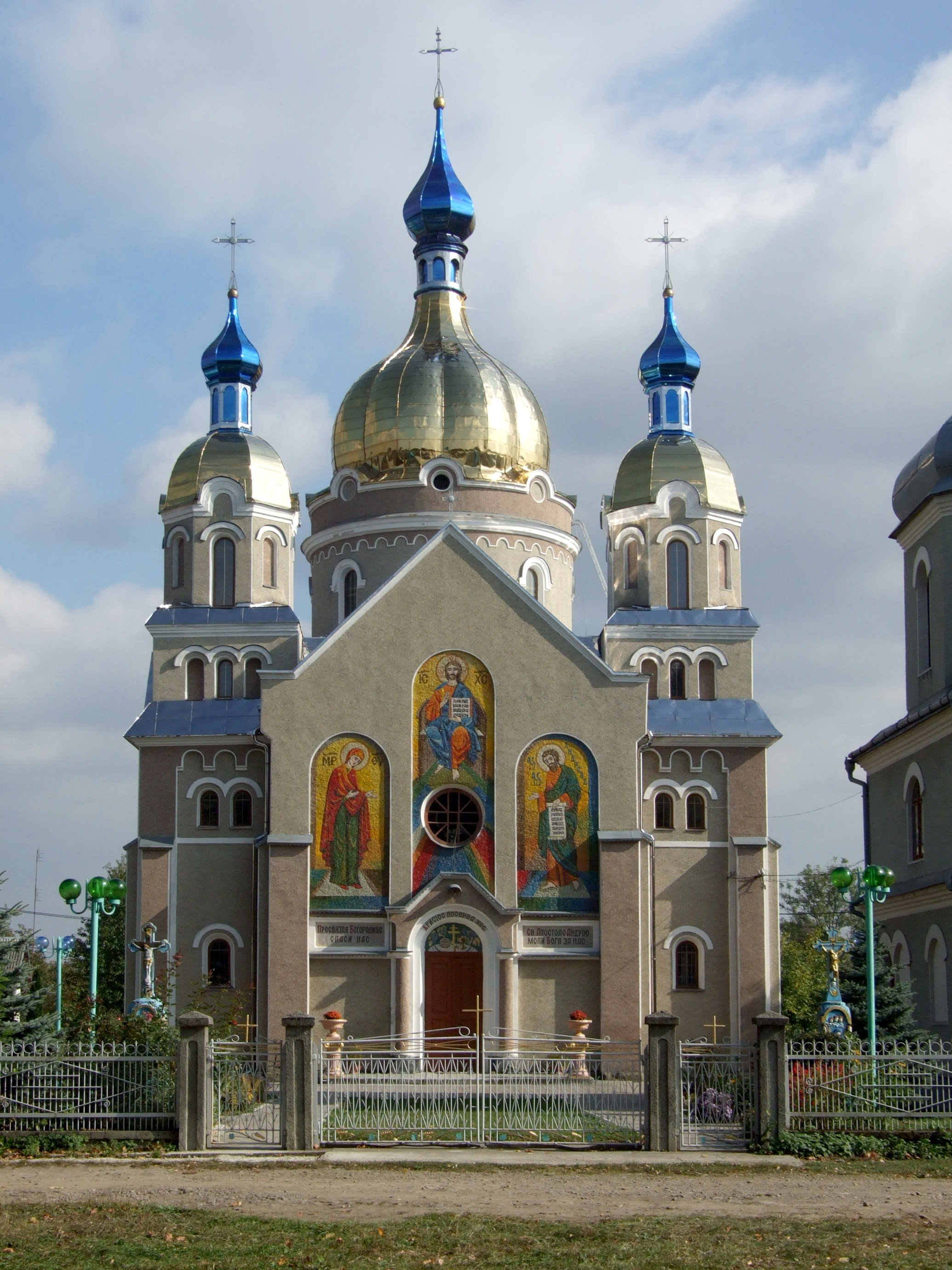
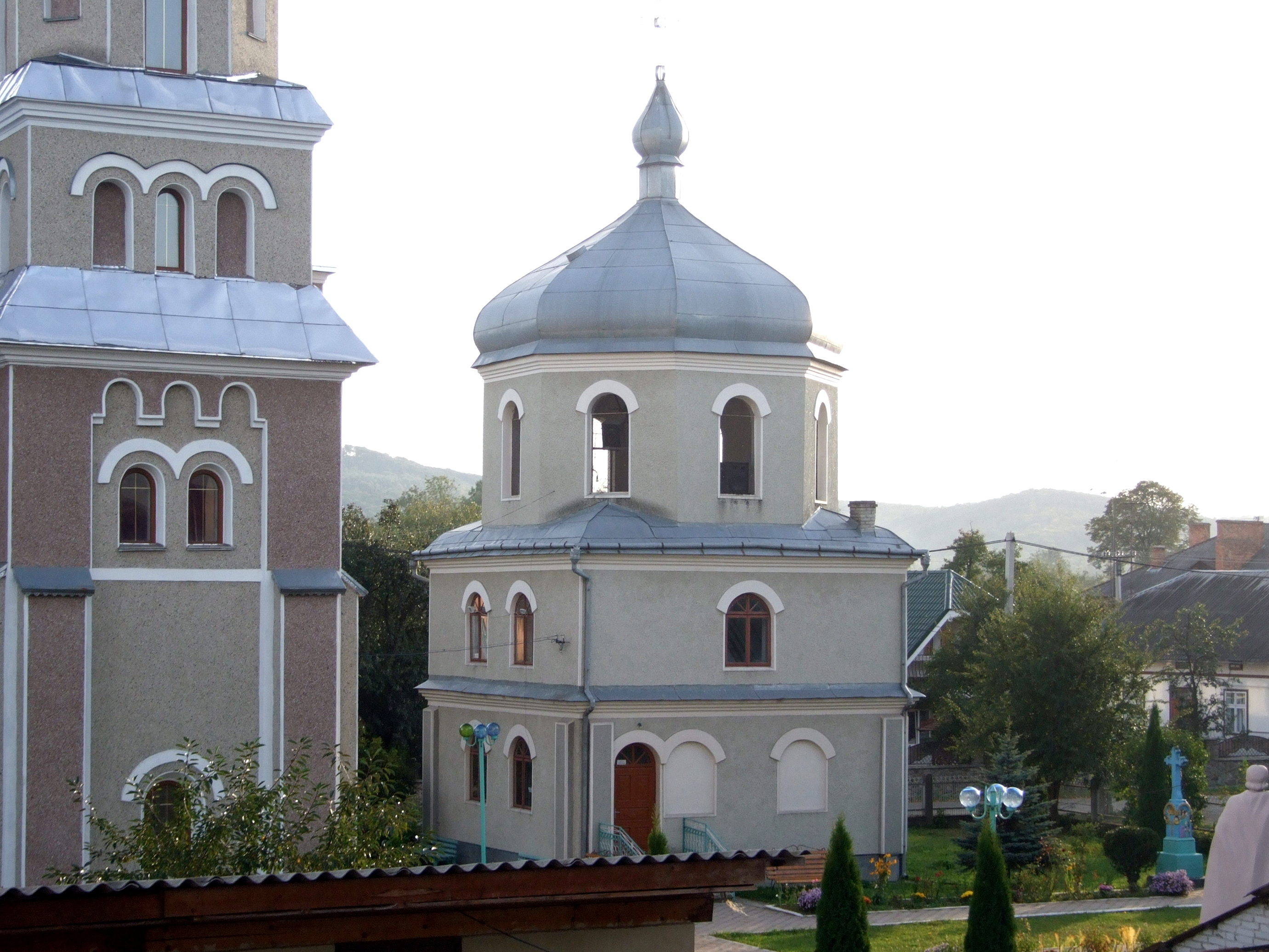
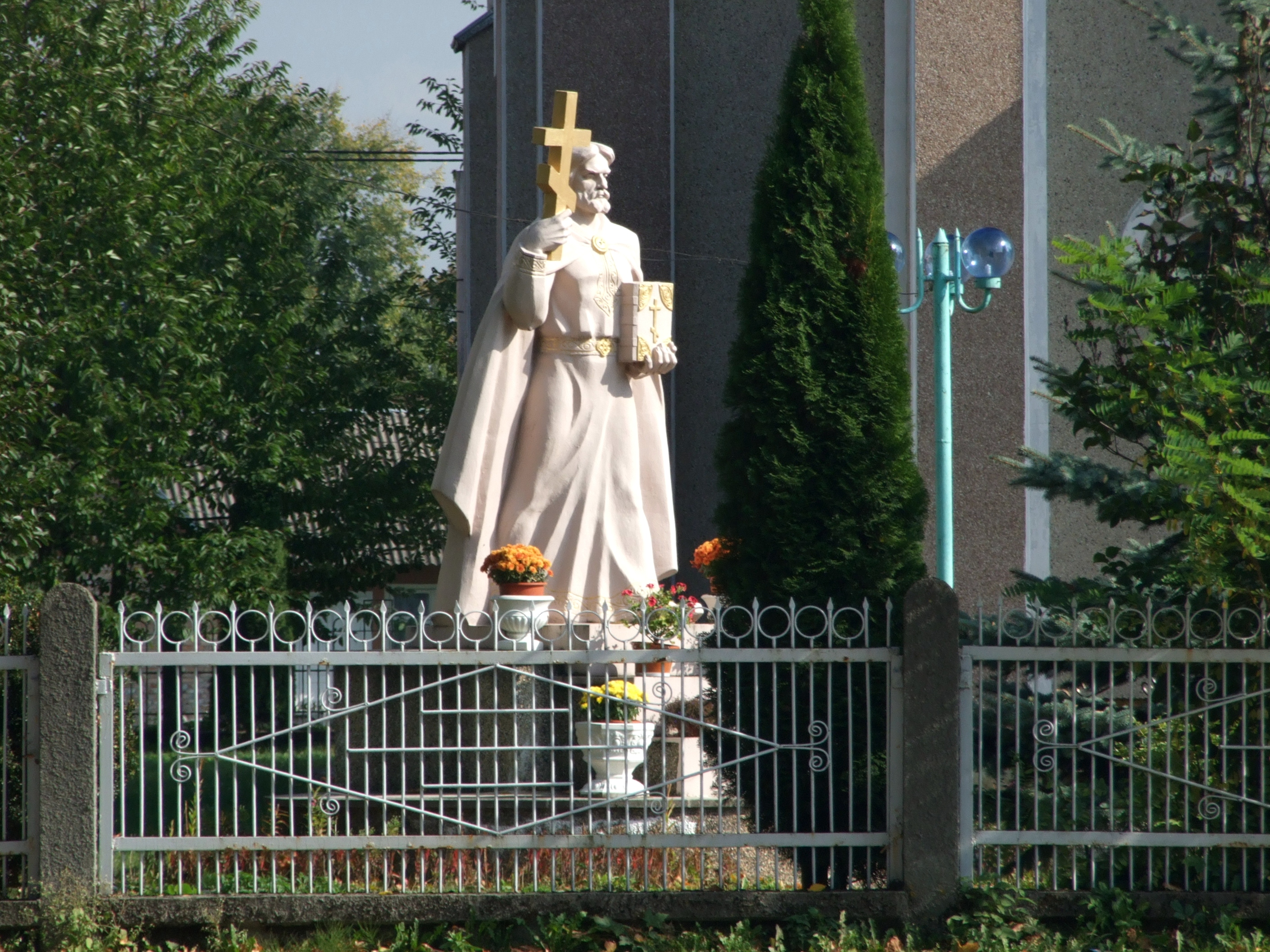